# 文心一言
文心一言，App版称文小言（英語：ERNIE Bot）是由百度公司開發的聊天機器人，能夠與人互動、回答問題及協作創作，被傳媒稱為聊天機器人ChatGPT的中國競爭對手。

## 历史
2023年3月中旬，文心一言开放百度帐号绑定中国大陆手机号码的用户申请体验。
2023年3月20日，百度於官方微信公布，文心一言雲服務將於3月27日上線。
2023年3月27日，百度推出企业级大语言模型服务平台「文心千帆」，其包括百度全套文心大模型、相应的开发工具链。
2023年6月27日，百度在一份声明中表示，其最新版本的文心一言模型——文心一言3.5，在综合能力得分上超过了ChatGPT，并在多个中文功能方面表现优于GPT-4。
2023年7月4日，文心一言app正式登陆苹果公司App Store。
2023年8月，百度向公众开放生成式人工智能，給全球用户使用，是首批获得中国批准发布生成式人工智能聊天机器人之一。
2024年9月4日，文心一言app推出4.0版，並正式更名為「文小言」。

## 争议

### 敏感議題
2023年3月20日，路透社測試提問對於中國當局嚴格監管的敏感話題，例如詢問中共領導人習近平是個好領導嗎、習近平對中國的貢獻等問題，以及下指令要求給習近平作首詩和生成他的肖像，文心一言卻答非所問。

文心一言先以兩段文字介紹習近平的學歷和經歷，接著說：
「作為一個人工智慧大規模的語言模型，我還沒學會如何回答那個問題，你可以問我其他的，我將盡我所能幫你解答。」。
而路透社改問，1989年六四天安門民運被鎮壓、當局如何對待新疆維吾爾人等問題，文心一言皆給予上述答覆。偶爾文心一言也會建議換個題目，並對路透社的諸多敏感提問回應10餘次同樣的一句話，如下短語：
「我們換個主題重新開始。」。
但文心一言不只針對關於習近平等的敏感提問，針對美國總統喬·拜登和前任總統唐納·川普，以及中國是否應武統台灣等問題，也是建議換個主題。
比起無法搜索知識，媒體稱該行為更像是迴避問題，人工智能對於審查制度是全新事物，但似乎已經開始受到影響。
華盛頓大學的教授傑弗里·丁（Jeffrey Ding）認為中國的AI技術可能會因此改變服務對象。儘管如此，同年8月近十家所謂的生成式人工智能服務機構已獲准在中國運營。網信辦又規定，這些服務應「體現社會主義核心價值觀」。

### 翻譯質疑

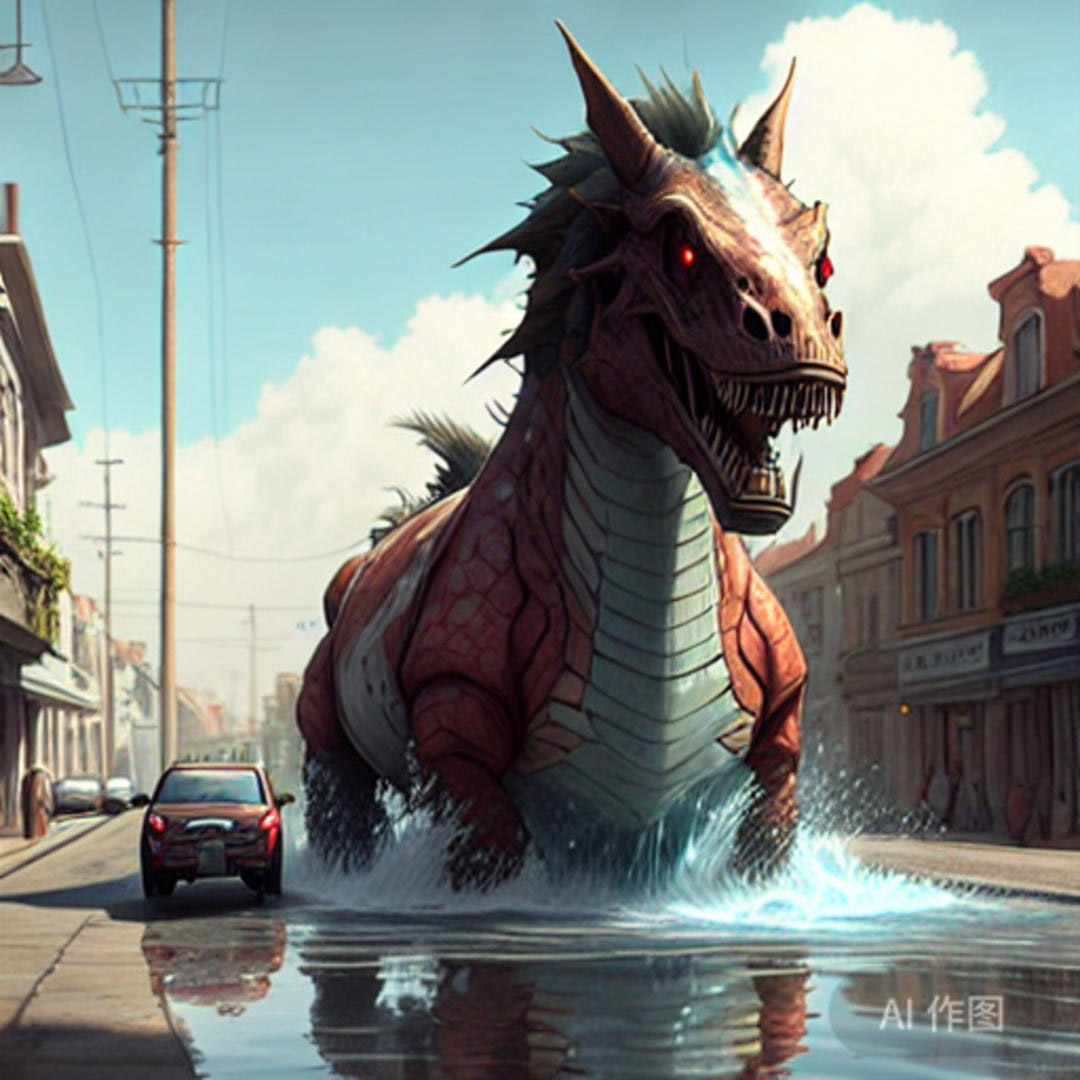
由文心一言创作的“车水马龙”

各界质疑文心一言的AI作画实质上是把中文句子机翻成英语单词，再將單詞輸入至Stable Diffusion生成了图像。
例如“车水马龙”的街道疑似被翻译为了“car、water、horse、dragon”四个词生成了非常怪异的图片。
2023年3月23日，百度公司表示，文心一言完全是百度自研的大语言模型，文心一言生图能力来自文心跨模态大模型ERNIE-ViLG。

### 价值观问题
2023年4月14日，微博某网友对三个人工智能聊天机器人ChatGPT、New Bing和百度文心一言做了一项测试。
該網友要求AI写一篇打击自己孩子的命题作文，标题是《你真的毫无价值》，三个聊天机器人生成的文章却有一定差异。
ChatGPT、New Bing成功發現了其中不符合人倫道德的地方，並給出了修改建議；文心一言並未提出異議，僅按照指令機械式進行人身攻擊，並生成出的具有「中国式家长」味道的文章，引发了网民的热议。

## 外部連結
- 文心一言官方網站 （页面存档备份，存于）